# Zoey 101
Zoey 101 er en amerikansk tv-serie i 65 afsnit udsendt 2005-2008 på Nickelodeon.

## Plot
Hovedpersonen i serien er pigen Zoey, der spilles af Jamie Lynn Spears. Zoey kommer ind på en tideligere drengekostskole. Det er første år der er piger, og det er en stor forandring. Zoey har også en lillebror, som er et geni. På skolen er der også en dreng, Logan som ikke kan acceptere at der går piger.  Pigerne må også kæmpe med andre ting, som fx en skør pige der hedder Quin som laver "opquindelser", et toilet der uden tvivl er lavet til drenge og alle de ting der er ved at være teenager